# Paralibrotus setosus
Paralibrotus setosus is een vlokreeftensoort uit de familie van de Uristidae. De wetenschappelijke naam van de soort is voor het eerst geldig gepubliceerd in 1923 door Stephensen.